# Piotr Bogdanow
Piotr Bogdanow, ros. Пётр Алексеевич Богданов, Piotr Aleksiejewicz Bogdanow (ur. 1 czerwca 1882 w Moskwie, zm. 15 marca 1938 w miejscu egzekucji Kommunarka) – rosyjski socjaldemokrata i komunista, działacz państwowy RFSRR i ZSRR, inżynier mechanik, przewodniczący Rady Najwyższej  Gospodarki Narodowej RFSRR (1921–1925).

## Życiorys
Urodził się w rodzinie moskiewskiego kupca, właściciela kilku sklepów delikatesowych i domów na wynajem Aleksieja Pietrowicza Bogdanowa. Ukończył Aleksandrowską Szkołę Handlową (Александровское коммерческое училище) w Moskwie (1899). W 1905 został powołany do służby wojskowej, która odbył w wojskowej jednostce kolejowej w Woroneżu. Studiował w Cesarskiej Szkole Technicznej w Moskwie (Императорское Московское техническое училище) (1909), gdzie był uczniem Nikołaja Żukowskiego, uzyskał tytuł inżyniera mechanika i opanował angielski, niemiecki i francuski. Od 1909 pracował w sekcji budowlanej moskiewskiego, komunalnego oddziału utrzymania infrastruktury; od 1910 – szef moskiewskiej miejskiej sieci gazowej. Od 1905 członek Socjaldemokratycznej Partii Robotniczej Rosji, związany z frakcją bolszewików.
Wraz z wybuchem I wojny światowej, w 1914 został powołany do wojska, w którym m.in. służył jako tłumacz w moskiewskim szpitalu wojskowym dla jeńców wojennych, przedłożył raport o sytuacji na froncie, od 1915 służył w II syberyjskim batalionie kolejowym w pobliżu Przemyśla, w 1915 został też awansowany na chorążego. Od 1916 zastępca dowódcy kwatermistrzowskiej części III Oddziału Polowych Kolei Konnych Frontu Zachodniego w Homlu, w 1917 zastępca szefa warsztatu oddziału.
Po rewolucji lutowej i obaleniu caratu członek sekcji wojskowej rady w Homlu, aktywny w okresie tzw. puczu Korniłowa. Po przewrocie bolszewickim (rewolucji październikowej) pełnił szereg funkcji w Radzie Najwyższej Gospodarki Narodowej (WSNCh) RFSRR (Высший Совет Народного Хозяйства), m.in. został pełnomocnikiem ds. nacjonalizacji przemysłu chemicznego Uralu i Północy (1918), członkiem zarządu Wydziału Przemysłu Chemicznego (1918-1921), członkiem Zarządu Nacjonalizowanych Cementowni (1919), przewodniczył Radzie Głównego Zarządu Przemysłu Zbrojeniowego (Главное управление военной промышленности) (1919-1925), był przewodniczącym komisji konkursowej (1919), która rozpatrywała projekty pierwszego radzieckiego czołgu i silnika, w warunkach wojny wprowadził zasadę planowej współpracy produkcyjnej między fabrykami zbrojeniowymi, która doprowadziła do produkcji w Sormowie w 1920 pierwszego czołgu radzieckiego, przewodniczył Zarządowi Wydziału Metalowego (1920). Od 1921 jako przewodniczący Komitetu Koncesyjnego zajmował się kwestią zawierania umów koncesyjnych z zagranicznymi firmami. Po proklamowaniu przez bolszewików NEP 28 maja 1921 powierzono mu funkcję  przewodniczącego Rady Najwyższej Gospodarki Narodowej (WSNCh), funkcję pełnił do 9 maja 1923, gdy jego obowiązki przejął Aleksiej Rykow. 7 lipca 1923 ponownie objął obowiązki przewodniczącego WSNCh, które pełnił ostatecznie do 23 listopada 1925. 16 lutego 1925 złożył do Biura Politycznego KC RKP(b) wniosek o odwołanie z funkcji szefa Głównego Zarządu Przemysłu Zbrojeniowego.
Pod koniec 1925 został wysłany na trzymiesięczną zagraniczną podróż studyjną, celem zapoznania się z przemysłem Niemiec, Francji i Wielkiej Brytanii. Po powrocie został przeniesiony z Moskwy na Północny Kaukaz, gdzie w latach 1926-1929 był przewodniczącym regionalnego komitetu wykonawczego Północnego Kaukazu. W 1927 uzyskał zgodę na rozpoczęcie prac budowy kanału Wołga-Don. Był jednym z inicjatorów budowy zakładów maszyn rolniczych Rostsielmasz (Ростсельмаш) w Rostowie nad Donem. W latach 1927–1930 członek Centralnej Komisji Rewizyjnej WKP(b).
W latach 1930-1934 kierował spółką handlową Amtorg w Nowym Jorku, jedynym ówcześnie oficjalnym przedstawicielstwem ZSRR w USA. Działania Bogdanowa przyczyniły się do nawiązania w 1933 stosunków dyplomatycznych między ZSRR a Stanami Zjednoczonymi. Po powrocie do kraju, powierzono mu pełnienie funkcji pierwszego zastępcy komisarza ludowego przemysłu komunalnego RSFSR (1935-1937).
W okresie "wielkiej czystki" w 1937 zwolniony ze stanowiska i wydalony z WKP(b) pod pretekstem zarzutu przechowywania magazynu broni (do którego zaliczono trzy prezenty otrzymane od rusznikarzy – 3 karabinów w tym myśliwski i automatyczny). Krótko był zastępcą dyrektora Instytutu Zabawek w Zagorsku. 22 listopada 1937 aresztowany przez NKWD. 15 marca 1938 skazany na śmierć przez Kolegium Wojskowe Sądu Najwyższego ZSRR z zarzutu o udział w terrorystycznej organizacji kontrrewolucyjnej. Tego samego dnia rozstrzelany w miejscu egzekucji Kommunarka pod Moskwą, pochowany anonimowo. Grób symboliczny na Cmentarzu Nowodziewiczym w Moskwie.
Zrehabilitowany 31 marca 1956 postanowieniem Kolegium Wojskowego SN ZSRR.